# FIFA-Fanpreis
Der FIFA-Fanpreis ist eine Auszeichnung, die seit 2016 jährlich von der FIFA im Rahmen der „The Best FIFA Football Awards“ verliehen wird. Sie soll „eine herausragende Aktion von Anhängern eines oder mehrerer Clubs“ würdigen. Er wird über alle Ligen, Länder, Geschlechter und Fan-Mengen hinweg vergeben. Es können so Fans mehrerer Nationalmannschaften oder auch einzelne Fans gewinnen, unabhängig von der Ligenzugehörigkeit der Mannschaft.
Es gibt jährlich drei Nominierte, die von einem Gremium ausgewählt werden. Über den Gewinner stimmen die Fans ab.

## Ausgezeichnete Fans
| Jahr | Gewinner                                                                    |
| ---- | --------------------------------------------------------------------------- |
| 2016 | Fans von Borussia Dortmund und dem FC Liverpool                             |
| 2017 | Fans von Celtic Glasgow                                                     |
| 2018 | Fans der peruanischen Nationalmannschaft                                    |
| 2019 | Silvia Grecco, Fan von Palmeiras São Paulo                                  |
| 2020 | Marivaldo Francisco da Silva, Fan von Sport Recife                          |
| 2021 | Fans der dänischen Nationalmannschaft und der finnischen Nationalmannschaft |
| 2022 | Fans der argentinischen Nationalmannschaft                                  |
| 2023 | Hugo Daniel Iñíguez, Fan von CA Colón                                       |
| 2024 | Guilherme Gandra Moura, Fan von CR Vasco da Gama                            |

## Platzierungen

### 2016
Die Nominierten wurden am 9. Dezember 2016 bekannt gegeben. Die Preisverleihung fand am 9. Januar 2017 in Zürich statt.
| Platz | Prozent | Fans                                            | Spiel                              | Wettbewerb                 | Datum              | Grund der Nominierung |
| ----- | ------- | ----------------------------------------------- | ---------------------------------- | -------------------------- | ------------------ | --- |
| 1     | 45,92 % | Fans von Borussia Dortmund und dem FC Liverpool | FC Liverpool – Borussia Dortmund   | UEFA Europa League 2015/16 | 14. April 2016     | Am Vorabend des Jahrestags der Hillsborough-Katastrophe sangen Fans beider Mannschaften zusammen das Lied „You’ll Never Walk Alone“ und sorgten so für einen Gänsehautmoment. |
| 2     | 31,37 % | Fans der isländischen Nationalmannschaft        | Frankreich – Island                | EM 2016                    | 6. Juli 2016       | Die Fans sorgten mit ihrem großartigen Support und den mittlerweile weltbekannten „Huuh“-Rufen für herausragende Stimmung und Gänsehautmomente.                               |
| 3     | 22,71 % | Fans von ADO Den Haag                           | Feyenoord Rotterdam – ADO Den Haag | Eredivisie 2016/17         | 11. September 2016 | Als Patienten aus einem Kinderkrankenhaus zum Spiel eingeladen waren, kauften Fans der Mannschaft Kuscheltiere und warfen diese von der Tribüne oberhalb der Kinder herab.    |

### 2017
Betrachtet wurden Fan-Momente von November 2016 bis August 2017. Die Nominierten wurden am 22. September bekannt gegeben. Die Preisverleihung fand am 23. Oktober 2017 in London statt.
| Platz | Prozent | Fans                       | Spiel                                | Wettbewerb                    | Datum              | Grund der Nominierung |
| ----- | ------- | -------------------------- | ------------------------------------ | ----------------------------- | ------------------ | --- |
| 1     | 55,92 % | Fans von Celtic Glasgow    | Celtic Glasgow – Heart of Midlothian | Scottish Premiership 2016/17  | 21. Mai 2017       | Zu Ehren des 50. Jahrestags des Gewinns des Europapokals der Landesmeister 1967 zelebrierten die Fans dieses Ereignis mit einer beeindruckenden 360-Grad-Choreografie.                                                          |
| 2     | 36,20 % | Fans von Borussia Dortmund | Borussia Dortmund – AS Monaco        | UEFA Champions League 2016/17 | 11.–12. April 2017 | Unter dem Motto „Betten für Auswärtsfans“ baten die Fans des BVB den Fans des AS Monaco eine Bleibe für die Nacht, nachdem das Spiel aufgrund eines Anschlags auf den BVB-Mannschaftsbus um einen Tag verschoben werden musste. |
| 3     | 7,88 %  | Fans vom FC Kopenhagen     | FC Kopenhagen – Brøndby IF           | Dänischer Pokal 2016/17       | 25. Mai 2017       | Nach dem Gewinn des Pokals übergab die Mannschaft diesen den Fans. Diese wiederum übergaben den Pokal an einen Fan im Rollstuhl und hoben diesen samt Pokal hoch.                                                               |

### 2018
Betrachtet wurden die besten Fan-Momente zwischen September 2017 und Juli 2018. Die Nominierten wurden am 3. September 2018 bekannt gegeben. Die Preisverleihung fand am 24. September 2018 in London statt.
| Platz | Prozent | Fan(s)                                              | Spiel                            | Wettbewerb                      | Datum            | Grund der Nominierung |
| ----- | ------- | --------------------------------------------------- | -------------------------------- | ------------------------------- | ---------------- | --- |
| 1     | 74 %    | Fans der peruanischen Nationalmannschaft            | Diverse                          | WM 2018                         | Juni 2018        | Die peruanische Nationalmannschaft hat nach 36 Jahren das erste Mal an einer WM teilgenommen. Die FIFA sagt: „Mit ihrer Leidenschaft und Hingabe gehörten sie zu den Glanzlichtern des Turniers und waren eine Inspiration für Fangemeinden aus aller Welt.“ |
| 2     | 19 %    | Sebastián Carrera                                   | CD Puerto Montt – Coquimbo Unido | Chilenische Primera B Liga 2017 | 22. Oktober 2017 | Er nahm die 3000 Kilometer weite Anreise zu einem Spiel in der zweiten chilenischen Liga als einziger Auswärtsfan auf sich. |
| 3     | 7 %     | Fans der Nationalmannschaften von Japan und Senegal | Diverse                          | WM 2018                         | Juni 2018        | Fans beider Mannschaften räumten nach den Spielen ihren Abfall selber weg. Dies zollte von großem Respekt gegenüber den Gastgebern. |

### 2019
Betrachtet wurden die besten Fan-Momente zwischen September 2018 und September 2019. Die Nominierten wurden am 2. September 2019 bekannt gegeben. Die Preisverleihung fand am 23. September 2019 in London statt.
| Platz | Prozent | Fan(s)                                              | Spiel   | Wettbewerb                         | Datum          | Grund der Nominierung |
| ----- | ------- | --------------------------------------------------- | ------- | ---------------------------------- | -------------- | --- |
| 1     | 58 %    | Silvia Grecco                                       | Diverse | Brasilianische Série A 2019        | Diverse        | Die Mutter nimmt ihren blinden und autistischen Sohn Nickollas, einen großen Palmeiras-Fan, an Spiele mit und erzählt ihm vor Ort das Spielgeschehen. |
| 2     | 32 %    | Justo Sànchez                                       | Diverse | Uruguayische Primera División 2018 | Diverse        | Seitdem sein Sohn Nicolas im Verkehr tödlich verunglückt ist, wechselte sein Vater, ein lebenslanger Fan von CA Cerro, die Fanzugehörigkeit. Er unterstützt nun wie sein Sohn den Rivalen Rampla Juniors. Beim Stadionbesuch trägt er eine Flagge, die seinen Sohn ehrt. |
| 3     | 10 %    | Fans der niederländischen Frauen-Nationalmannschaft | Diverse | Frauen-WM 2019                     | Juni/Juli 2019 | Orangefarbene Fans strömten in jede Stadt, in der ihr Team gerade spielte, bis hin zum Finale in Lyon. |

### 2020
Betrachtet wurden die besten Fan-Momente zwischen September 2019 und September 2020. Die Nominierten wurden am 25. November 2020 bekannt gegeben. Die Preisverleihung fand am 17. Dezember 2020 online statt.
| Platz | Prozent | Fan(s)                       | Spiel | Wettbewerb                  | Datum | Grund der Nominierung |
| ----- | ------- | ---------------------------- | ----- | --------------------------- | ----- | --- |
| 1     | 40,51 % | Marivaldo Francisco da Silva | ?     | Brasilianische Série A 2020 | ?     | Dem Fan von Sport Recife fehlte Geld für den Transport, so dass er zwölf Stunden zu Fuß zu einem Spiel ging und drei Städte durchquerte. |
| 2     | 34,21 % | Kolumbianische Fans          | –     | –                           | –     | Die Fans legten ihre Rivalitäten beiseite und verteilten zusammen Lebensmittel für Bedürftige während der COVID-19-Pandemie.             |
| 3     | 25,28 % | James Anderson               | –     | –                           | –     | Der Philanthrop spendete mehrere Millionen britische Pfund, um den Jugend- und Frauenfußball zu unterstützen.                            |

### 2021
Betrachtet wurden die besten Fan-Momente zwischen Oktober 2020 und August 2021. Die Nominierten wurden am 22. November 2021 bekannt gegeben. Die Preisverleihung fand am 17. Januar 2022 online statt.
| Platz | Prozent | Fan(s)                                                   | Spiel               | Wettbewerb | Datum         | Grund der Nominierung |
| ----- | ------- | -------------------------------------------------------- | ------------------- | ---------- | ------------- | --- |
| 1     | 42,07 % | Fans der dänischen und der finnischen Nationalmannschaft | Dänemark – Finnland | EM 2021    | 12. Juni 2021 | Während die Zuschauer auf Neuigkeiten zum Gesundheitszustand von Christian Eriksen warteten, skandierten die finnischen Fans „Christian“, die dänischen Anhänger antworteten mit „Eriksen“. |
| 2     | 30,46 % | Imogen Papworth-Heidel                                   | –                   | –          | –             | Das elfjährige Mädchen lancierte während der COVID-19-Pandemie eine Challenge, bei der 7,1 Millionen Jonglierbewegungen mit Fußbällen zusammenkamen. Sie selbst steuerte 1,1 Millionen bei. Die restlichen kamen von rund 2000 Vereinen und Einzelpersonen, darunter Lucy Bronze oder Marcus Rashford. |
| 3     | 27,47 % | Deutsche Fans                                            | –                   | –          | –             | Fans verschiedener Vereine beteiligten sich nach der Flutkatastrophe an Hilfsaktionen und sammelten Geld, Essen und Material für die Betroffenen. |

### 2022
Betrachtet wurden die besten Fan-Momente zwischen August 2021 und Dezember 2022. Die Nominierten wurden am 12. Januar 2023 bekannt gegeben. Die Preisverleihung fand am 27. Februar 2023 in Paris statt.
| Platz | Prozent | Fan(s)                                     | Spiel   | Wettbewerb | Datum                  | Grund der Nominierung |
| ----- | ------- | ------------------------------------------ | ------- | ---------- | ---------------------- | --- |
| 1     | 41,88 % | Fans der argentinischen Nationalmannschaft | Diverse | WM 2022    | November/Dezember 2022 | Die Fans des späteren Weltmeisters machten in Katar auf sich aufmerksam und bereiteten ihm in Buenos Aires einen großartigen Empfang. |
| 2     | 33,63 % | Fans der japanischen Nationalmannschaft    | Diverse | WM 2022    | November/Dezember 2022 | Wie es bei ihnen Tradition ist, sammelten die Fans nach jedem Spiel ihrer Mannschaft den Abfall im Stadion ein.                       |
| 3     | 24,49 % | Abdullah Alsulmi                           | Diverse | WM 2022    | November/Dezember 2022 | Der saudische Fan wanderte während 55 Tagen 1600 Kilometer weit von Dschidda nach Doha.                                               |

### 2023
Betrachtet wurden die besten Fan-Momente zwischen August 2022 und August 2023. Die Nominierten wurden am 14. September 2023 bekannt gegeben. Die Preisverleihung fand am 15. Januar 2024 in London statt.
| Platz | Prozent | Fan(s)              | Spiel                              | Wettbewerb                              | Datum        | Grund der Nominierung |
| ----- | ------- | ------------------- | ---------------------------------- | --------------------------------------- | ------------ | --- |
| 1     | 36,5 %  | Hugo Daniel Iñíguez | CA Colón – Barracas Central        | Argentinische Primera División 2023     | 23. Mai 2023 | Die Fernsehkameras fingen den Colón-Fan ein, als er seinen kleinen Sohn im Arm hielt und ihn im Rhythmus des Fangesangs mit Babynahrung fütterte.                                                                      |
| 2     | 35 %    | Miguel Ángel†       | Millonarios FC – Alianza Petrolera | Kolumbianische Categoría Primera A 2023 | 11. Mai 2023 | Der kolumbianische Junge war ein großer Millonarios-Fan. Er wurde wegen einer unbekannten Krankheit euthanasiert. An seinem letzten Abend traf er die erste Mannschaft vor ihrem Spitzenspiel gegen Alianza Petrolera. |
| 3     | 28,5 %  | Fran Hurndall       | –                                  | –                                       | –            | Die Frau legte während 32 Tagen jeweils 32 Kilometer pro Tag dribbelnd von der Gold Coast nach Sydney zurück. Sie sammelte Geld für Women Sport Australia zur Unterstützung von Frauen und Mädchen im Sport.           |

### 2024
Betrachtet wurden die besten Fan-Momente zwischen August 2023 und August 2024. Die Nominierten wurden am 28. September 2024 bekannt gegeben. Die Preisverleihung fand am 27. Dezember 2024 in Doha statt.
| Platz | Prozent | Fan(s)                       | Spiel                                | Wettbewerb                  | Datum         | Grund der Nominierung |
| ----- | ------- | ---------------------------- | ------------------------------------ | --------------------------- | ------------- | --- |
| 1     |         | Guilherme Gandra Moura       | CR Vasco da Gama                     | Brasilianische Série A 2024 | August 2023   | Der Achtjährige leidet an Epidermolysis bullosa. Sein Idol Gabriel Pec besuchte ihn im Krankenhaus, nach der Entlassung traf er den Rest des Teams und wurde zu dessen Maskottchen.                |
| 2     |         | José Armando Guzmán Mendoza† | CD Cruz Azul – Deportivo Guadalajara | Liga MX 2023/24             | 3. März 2024  | Der Teenager war Fan von CD Cruz Azul und verstarb im April nach neun Jahren an Leukämie. Kurz vor seinem Tod bejubelte Spieler Uriel Antuna ein Tor mit einem Trikot, das seinen Spitznamen trug. |
| 3     |         | Craig Ferguson               | Deutschland – Schottland             | EM 2024                     | 14. Juni 2024 | Der Schottland-Fan wanderte 1609 Kilometer von Glasgow nach München und sammelte über 78.000 £ für eine Wohltätigkeitsorganisation, die sich für mentale Gesundheit einsetzt.                      |